# Ридигер
Ри́дигер, Рю́дигер или Ру́дегер (нем. Rüdiger, Rudeger) — фамилия ряда немецких и российских дворянских родов немецкого происхождения, из которых вышел ряд видных государственных, военных и церковных деятелей.

## Происхождение фамилии
Ридигер, или в соответствии с современной русской орфографией Рюдигер (а также Рутгер, Рудгар), является старинным немецким мужским личным именем (преномен), которое происходит от германского слова hroth или hruod «честь», «слава» и слова из др.-в.-нем. Ger, копьё, и таким образом дословно значит «славный копьеносец».

## Представители в России
Российский род Ридигер происходит из Восточной Пруссии, некоторые его представители обосновались в Курляндии. Родоначальник — Иоганн Якоб (?-1733, Митава), управляющий Вотчинной палатой Курляндского герцогства. Его внуки: Якоб Вильгельм (1752—1815), коллежский советник, член курляндского обер-гофгерихта, в 1791 возведен в дворянское достоинство Священной Римской империи, внесён в матрикул Курляндии (1799), основатель прибалтийской (Riidiger) линии рода; Фердинанд (1766−1821), основатель германской (Ruediger) линии рода. Известны сыновья Я. В. Ридигера:
- граф (с 1847) Ф. В. Ридигер (1783—1856);
- Георг Герман (1788—1832), обер-секретарь курляндского оберхофгерихта.
  - Его сыну, Фёдору Германовичу (Иоганну Фридриху) Ридигеру (1821—1904) — штабс-капитану лейб-гвардии Гренадерского полка, в 1856 г. передан графский титул и майорат, пожалованный дяде, Фёдору Васильевичу.

Представителем другой ветви рода был Фёдор Иванович (Фридрих Вильгельм) (1785—1840), смотритель казарм лейб-гвардии Преображенского полка, в 1804 признан в дворянском достоинстве по своим заслугам и внесён во 2-ю часть дворянской родословной книги Санкт-Петербургской губернии. Из этого рода происходит Патриарх Московский и Всея Руси Алексий II.
Родоначальником третьей ветви рода Ридигер стал внесённый в 1814 в дворянскую родословную книгу Санкт-Петербургской губернии вместе с детьми Иван Иванович, надворный советник. Из его детей наиболее известен Николай Иванович (1792 −1850), генерал-майор. Их сын — Александр Николаевич (1838 — 1910), генерал от инфантерии (1904). Отличился в Русско-турецкой войне 1877—78 (дважды ранен; награждён орденами Св. Владимира 4-й ст. с мечами и бантом, Св. Георгия 4-й ст., золотой саблей «За храбрость», орденом Св. Анны 2-й ст. с мечами). Флигель-адъютант Е. И. В. (1878). Также награждён орденами Св. Владимира 2-й ст. (1896), Белого Орла (1901). Был женат на Зинаиде Егоровне, урожденной Ридигер (2).
Существовал также ряд других родов, носивших фамилию Ридигер и принадлежавших как к дворянскому, так и к другим сословиям.

## Описание герба
Поле лазоревое, разделённое серебряным косым крестом, в углах которого четыре золотые о шести лучах звезды. В золотой главе щита, возникающий чёрный Императорский Орёл, имеющий на груди червлёный с золотою каймою щит, с таким же коронованным вензелевым изображением Имени Императора Николая I.
Щит увенчан Графскою короною и тремя серебряными, с золотыми украшениями и коронами шлемами. Нашлемники: средний — два чёрных орлиных крыла, два турецких чёрных бунчука, украшенных золотыми полумесяцами и поставленные между шести с серебряными остриями значками, из которых первые лазоревые, средние — червлёные и боковые — серебряные; все древки золотые. Намёт в средине чёрный, с золотом, боковые намёты — лазоревые с серебром. Щит держат справа — в серебряных латах и червлёных кабате и перевязи рыцарь, шлем которого украшен серебряными перьями, и слева Унтер Офицер 2-го Гусарского Полка. Герб графа Ридигера внесён в Часть 11 Общего гербовника дворянских родов Всероссийской империи, стр. 20.

## Известные представители
- Ридигер, Александр Николаевич (1838—1910) — генерал от инфантерии, член Военного совета, герой русско-турецкой войны 1877—1878 годов.
- Ридигер, Фёдор Васильевич (1783—1856) — русский военачальник XIX века, генерал от кавалерии.
- Алексий II (Алексей Михайлович Ридигер) (1929—2008) — Патриарх Московский и всея Руси.
- Ридигер-Беляевы